# 国光 (リンゴ)
国光（こっこう、英：Ralls Janet、またはRalls Genet、Rawls Jennet）は、セイヨウリンゴの品種名である。アメリカ合衆国バージニア州原産で、日本への導入年は1868年（慶応4年・明治元年）1871年（明治4年）の2説がある。日本では明治・大正・昭和の約100年間にわたってリンゴ生産の基幹品種として、紅玉とともに広く栽培された。その後、価格の暴落と品種の更新などが要因となって主力品種の座から降りた。国光は「ふじ」、「恵」などの交配親である。

## 歴史

### 起源と日本での栽培史
国光はアメリカ合衆国バージニア州の原産で、起源については次のような話が伝えられている。第3代アメリカ合衆国大統領（1801年-1809年）を務めたトーマス・ジェファーソンは、フランス大使のエドモン＝シャルル・ジュネ（en:Edmond-Charles Genêt、在任1793年 - 1794年）からリンゴの枝を入手した。ジェファーソンはその枝をバージニア州アマースト郡のカレブ・ロールズ果樹園に託して、栽培と普及を図った。18世紀の後半までにこのリンゴはRalls Genetの名称で多く栽培されるようになり、やがて名称も英語化されてRalls JanetやRawls Jennetなどとも呼ばれるようになった。
Ralls Janetが日本に導入されたのは、1868年（慶応4年・明治元年）あるいは1871年（明治4年）の2説がある。このとき、アメリカ合衆国から導入されたリンゴは75品種を数え、ロールス・ジャネット(国光）の他にはジョナサン（紅玉）、スミスズ・サイダー（柳玉）、ベン・ディヴィス（倭錦）など、後の有力品種が含まれていた。
導入当初のロールス・ジャネットという名称では普及せず、栽培地域によって「49号」（北海道）、「晩成子」（岩手）、「雪の下」（青森）、「キ印」（山形）などまちまちな地方名称で呼ばれて混乱していた。1894年（明治27年）5月に仙台で「第1回りんご名称選定協議会」が開催されたが、その結果を不満として津軽地方の代表は会から脱退した。津軽地方では同年6月に独自に「津軽地方苹果名称一定会」を開催し、名称の統一は先延ばしされた。名称の統一が実現したのは1900年（明治33年）で、このときに「国光」という名称に統一された。この名は、前年に行われた皇太子嘉仁親王（後の大正天皇）と九条節子（後の貞明皇后）成婚の慶事にあやかったものだった。
この品種は原産地のアメリカ合衆国では主要品種になったことがなく、ヨーロッパでも知名度は低いという。国光は日本の気候風土に適した品種で、とりわけ青森県津軽地方は一大産地として高名であった。長期の保存に耐え、食味もよい国光は明治時代における青森県のりんご7大品種の筆頭格であった。下に示す表は1911年（明治44年）の青森県産りんご品種別統計で、国光は樹種構成比の半分弱を占めていた。
| 原種名     | Ralls Janet | Jonathan | Smiths Cider | American Summer Pearmain | Ben Davis | Red Astrachan | Fameuse    |
| 日本名     | 国光        | 紅玉     | 柳玉         | 祝                       | 倭錦      | 紅魁          | 紅絞その他 |
| ---------- | ----------- | -------- | ------------ | ------------------------ | --------- | ------------- | ---------- |
| 樹種構成比 | 47.6        | 30.3     | 7.6          | 5.9                      | 3.6       | 1.5           | 3.2        |

（単位：％）。
その後も栽培面積は増えて、1940年（昭和15年）の統計では、青森県のリンゴ栽培面積の47.28パーセントがこの品種の畑であった。第二次世界大戦前から戦後の1950年代にかけて、国光と紅玉は2大人気品種であった。最盛期には青森県のリンゴ全生産量中、国光の占める割合が6割にも達していた。
1963年 (昭和38年) のバナナの輸入自由化が始まり、日本国内産のリンゴは紅玉を中心に価格が下落した。1968年（昭和43年）から1969年（昭和44年）にはミカンやバナナなどに押されて国光、紅玉の価格が暴落を続け、収穫したリンゴは輸送の箱代さえ出ないありさまだったため、やむなく野原や河川に投棄するリンゴ生産者さえいた。この暴落によって、リンゴ生産者たちはデリシャス系を経てふじへの品種更新を急ぎ、国光と紅玉は主要品種の座から降りた。
紅玉は調理用や加工用としてその価値と個性が見直されて栽培が続けられているが、国光はふじの人気に押されて市場から姿を消した。一大産地であった青森県でも、道の駅での販売やインターネット通信販売など、入手方法は限定されている。

### 現存する国光の木
現存している国光の木は数少ないが、青森県庁には構内にりんご園があって、2014年（平成26年）の時点ではふじ2本と、つがる、王林、国光、紅玉、王鈴、千雪、星の金貨の7品種、各1本の合計9本が植栽されている。黒石市にある地方独立行政法人青森県産業技術センターりんご研究所には、1901年（明治34年）に栽植されたという国光古木の集団が残る。この古木集団は、1931年（昭和6年）から木ごとの着果数や収穫量などを調査し記録され続けている。
弘前市は1965年(昭和40年）、季節ごとにリンゴと親しむことなどを目的として「弘前市りんご公園」を開園した。公園の敷地面積5.2ヘクタール中、リンゴ園の面積が2.46ヘクタールを占める。リンゴ園にはかつて日本で広く栽培されていたワリンゴの他、本記事中の「起源と日本での栽培史」節で取り上げた国光を始めとした明治時代の7大品種が植栽されていて、その形態などを観察することが可能である。
長野県にも千曲市に推定の樹齢120年以上の国光の木が生育していて、1994年（平成6年）に「長野県内最古の栽培リンゴ樹」として千曲市の天然記念物（中原のりんご国光原木）に指定された。

## 品種の特徴
国光は最晩生種であり、収穫時期は10月下旬からで翌年の6月頃まで貯蔵可能である。豊産性の上に長期保存可能で品質良好なリンゴであるが、4月以降の貯蔵は冷蔵が必須であって、常温保存下では果肉が粉質となって劣化する。
果実の形状は円形・円錐形または鈍円錐形と形容され、1個あたりの重量は約150-200グラムで中等大である。果皮は黄緑色の地肌に暗紅色の細い縞が表れ果粉が多く、灰褐色の小斑点が見られる。
果実の色づきは弱く、「難着色品種」に分類される。果梗（果実の柄になっている部分）は短く、梗窪（こうあ、果梗の付いた窪み部分を指す）は広く深い。果肉は緻密で淡黄色・白色に青味を呈し、果汁はやや少なく歯ごたえは硬くて、甘みと酸味のバランスがよく香気もある。
木の樹勢は強健で、開張性に富む樹枝のために樹冠はしばしば平面的になる。発育枝の発生は多く、若木の枝や梢は生育旺盛だが、盛果期になると生育の速度は落ちる。
開花の時期は主要なリンゴの品種中では最も遅く、ふじよりも約5日遅くなる。収穫期も最晩生種のため満開後175-180日かかり、年によっては11月の中下旬までずれ込んで収穫前に降雪に遭うことがあるため、青森県では「雪の下」という地方名称で呼んでいた。最晩生種であるため北海道など寒冷地には不向きの品種であり、水はけの悪い場所や酸性土壌などでは粗皮病にかかりやすいという欠点がある。

## 交配種
ふじ1939年（昭和14年）農林省園芸試験場東北支場で国光にデリシャス（花粉）を交配した実生を選抜し、1958年（昭和33年）「東北7号」として発表し、1962年（昭和37年）3月に「ふじ」（農林1号）として登録された。果実は国光より大きくて200-300グラム、保存性のよさを国光から引き継ぎ、食味は国光に優る。日本国外でも知名度が高い品種である。
恵（めぐみ）1931年（昭和6年）青森県りんご試験場で国光と紅玉を交配した実生を選抜し、1950年（昭和25年）に命名登録された品種。果実の形状は長円形を呈し、重量は250-300グラムを測る。収穫期は国光と紅玉の中間で10月下旬に採取でき、やせた土地でもよいリンゴが収穫できる。恵は国光と紅玉の長所を引き継いだ品種で、病虫害への耐性、生産力、食味、保存性などは両品種に優っている。
福錦（ふくにしき）1933年（昭和8年）に国光にデリシャスを交配し、1941年（昭和16年）に初結実、1949年（昭和24年）に命名した品種。果実は円形で、大きさは平均212グラムで国光よりやや大きい。果肉は白黄色、果汁が多く芳香があり、甘みと酸味のバランスが良い。食用期間である10月下旬から5月中旬までは、品質も優良である。
甘錦（あまにしき）1936年（昭和11年）青森県りんご試験場で国光と印度を交配し、1946年（昭和21年）に初結実、1948年（昭和23年）に命名した品種。果実は円形を呈し、大きさは平均で162グラムを測り、玉揃いは良好である。果肉は黄白色で肉質はやや粗く歯ざわりは硬い。長期保存がきき品質も優良でその味わいは「甘い国光」と形容される。
新光（しんこう）1931年（昭和6年）青森県りんご試験場で国光と紅玉を交配し、1937年（昭和12年）初結実、1948年（昭和23年）に命名した品種。果実は円形を呈し、大きさは約150グラムを測る。果梗は太くて短く、果皮は中くらいでやや粗く黄緑色の地肌に全面鮮紅色の条と絣が表れ、さらに濃紅色の太い縞が覆い、全面が紅色を呈している。
旭光（きょっこう）1931年（昭和6年）青森県りんご試験場で国光と旭を交配し、1938年（昭和13年）初結実、1948年（昭和23年）に命名した品種。果実は円錐形を呈し、大きさは平均で170グラムを測る。果梗はやや長めで太く、果皮は滑らかで蝋質を呈する。果肉は緻密で柔らかく、果汁が多くて甘みは中程度、芳香がある。収穫は9月上旬頃である。
豊鈴（ほうれい）1931年（昭和6年）青森県りんご試験場で国光とゴールデン・デリシャスを交配し、1941年（昭和16年）に初結実、1949年（昭和24年）に命名した品種。果実は卵型・長楕円形を呈し、大きさは平均で160グラムである。果皮は厚く滑らかで、鮮黄色の地肌に淡鮮紅色の縞模様が果実の中腹以上にはっきりと表れる。果肉は黄白色で肉質はやや粗く歯ざわりは硬い。果汁が多く芳香があり、甘みと酸味のバランスが良い。11月に採取して6月頃まで保存がきき、小ぶりであるが味は国光よりもよい。
福民（ふくみん）1933年（昭和8年）に青森県りんご試験場で国光と紅玉を交配し、1941年（昭和16年）に初結実、1948年（昭和23年）に命名した品種。果実は円形を呈し、大きさは中くらいで195グラムを測り、玉揃いは良好である。果皮は厚く、黄色の地肌に鮮紅色の縞模様が全面に表れていて「紅玉よりも美しい」と評される。果肉は黄白色で緻密、果汁多く甘みと酸味のバランスが執れていて淡白な味わいである。10月中旬に採取して4月頃まで保存がきき、品質も優良である。